# Eleição presidencial na Polônia em 2010
A eleição presidencial polaca de 2010 teve seu primeiro turno sido realizado em 20 de junho. Como nenhum candidato obteve a maioria dos votos no primeiro turno, um segundo turno foi realizado em 4 de julho. O presidente interino à época e candidato pelo partido governista Plataforma Cívica (PO), Bronislaw Komorowski, derrotou por estreita margem Jaroslaw Kaczynski, candidato do então partido oposicionista Lei e Justiça (PiS), após obter 53.01% dos votos válidos.

## Sistema eleitoral
O presidente da Polônia é eleito de forma direta em um sistema de dois turnos. Como Chefe de Estado, é o comandante-em-chefe das Forças Armadas, representa o país internamente e externamente, ratifica acordos internacionais, nomeia os membros do governo e promulga as leis. O presidente goza do direito de vetar uma lei aprovada pelo Parlamento, que só pode derrubar o veto com o apoio de três quintos dos membros do Sejm (Câmara Baixa). Também lhe cabe dissolver o Parlamento em certas ocasiões.
O mandato presidencial é de cinco anos, facultada uma reeleição consecutiva. De acordo com as disposições da Constituição, o presidente deve ser eleito pela maioria absoluta dos votos válidos. Se nenhum candidato conseguir ultrapassar esse limiar no primeiro turno, realiza-se um segundo turno com os dois candidatos mais votados.

## Sondagens eleitorais

### Segundo turno
| Data                | Instituto              | Candidatos           | Candidatos         | Indecisos | Fonte  |
| Data                | Instituto              | Bronisław Komorowski | Jarosław Kaczyński | Indecisos | Fonte  |
| ------------------- | ---------------------- | -------------------- | ------------------ | --------- | ------ |
| 7 de maio de 2010   | TNS OBOP               | 61%                  | 39%                | -         | [ 4 ]  |
| 10 de maio de 2010  | SMG/KRC                | 54%                  | 41%                | 5%        | [ 5 ]  |
| 12 de maio de2010   | GfK Polonia            | 53%                  | 34%                | 13%       | [ 6 ]  |
| 14 de maio de 2010  | TNS OBOP               | 55%                  | 39%                | 6%        | [ 7 ]  |
| 17 de maio de 2010  | SMG/KRC Millward Brown | 58%                  | 33%                | 9%        | [ 8 ]  |
| 2 de junho de 2010  | PBS DGA                | 64%                  | 36%                | -         | [ 9 ]  |
| 4 de junho de 2010  | SMG/KRC Millward Brown | 56%                  | 35%                | 9%        | [ 10 ] |
| 9 de junho de 2010  | SMG/KRC Millward Brown | 54%                  | 36%                | 7%        | [ 11 ] |
| 16 de junho de 2010 | SMG/KRC Millward Brown | 60%                  | 40%                | -         | [ 12 ] |
| 18 de junho de 2010 | MillwardBrown SMG/KRC  | 56%                  | 33%                | 11%       | [ 13 ] |
| 30 de junho de 2010 | TNS OBOP               | 45%                  | 37%                | 18%       | [ 14 ] |
| 1 de julho de 2010  | GfK Polonia            | 47%                  | 49%                | 4%        | [ 15 ] |
| 2 de julho de 2010  | Millward Brown SMG/KRC | 51%                  | 44%                | 5%        | [ 16 ] |
| 12 de julho de 2010 | Homo Homini            | 47,6%                | 45,2%              | 7,2%      | [ 14 ] |

## Resultados eleitorais
| Candidato              | Partido político                   | Primeiro turno | Primeiro turno | Segundo turno | Segundo turno |
| Candidato              | Partido político                   | Votos          | %              | Votos         | %             |
| ---------------------- | ---------------------------------- | -------------- | -------------- | ------------- | ------------- |
| Bronislaw Komorowski   | Plataforma Cívica (PO)             | 6 981 319      | 41.54          | 8 933 887     | 53.01         |
| Jarosław Kaczyński     | Lei e Justiça (PiS)                | 6 128 255      | 36.46          | 7 919 134     | 46.99         |
| Grzegorz Napieralski   | Aliança da Esquerda Democrática    | 2 299 870      | 13.68          |               |               |
| Janusz Korwin-Mikke    | Liberdade e Legalidade             | 416 898        | 2.48           |               |               |
| Waldemar Pawlak        | Partido Popular da Polónia         | 294 273        | 1.75           |               |               |
| Andrzej Olechowski     | Aliança dos Democratas             | 242 439        | 1.44           |               |               |
| Andrzej Lepper         | Autodefesa da República da Polônia | 214 657        | 1.28           |               |               |
| Marek Jurek            | Ala Direita da República           | 177 315        | 1.06           |               |               |
| Bogusław Ziętek        | Partido Trabalhista Polaco         | 29 548         | 0.18           |               |               |
| Kornel Morawiecki      | Independente                       | 21 596         | 0.13           |               |               |
| Total de votos válidos | Total de votos válidos             | 16 806 170     | 100            | 16 853 021    | 100           |
| Participação eleitoral | Participação eleitoral             | 30 813 005     | 54.92          | 30 833 924    | 55.30         |

## Repercussão pós-pleito

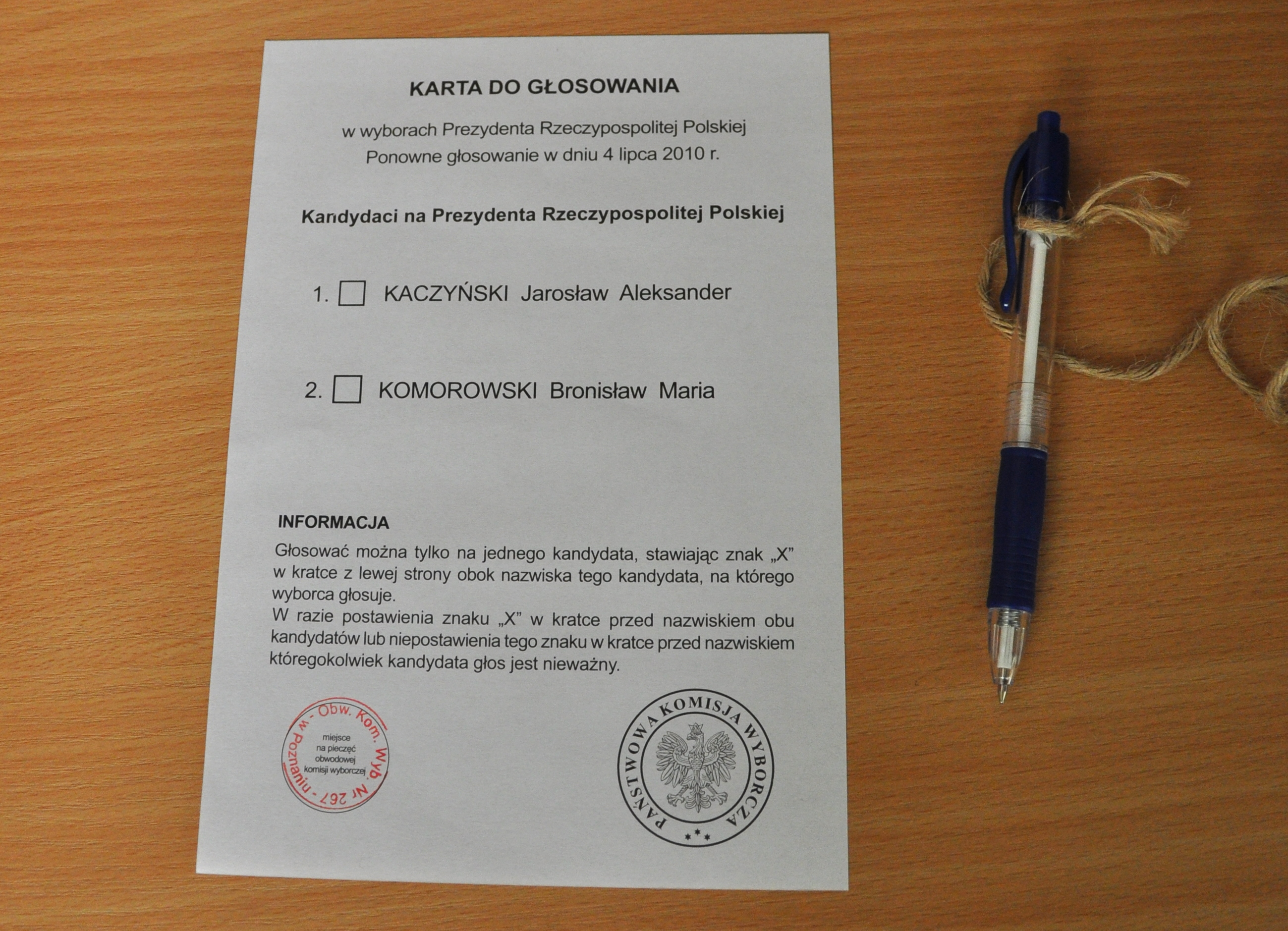
Cédula eleitoral entregue aos eleitores poloneses no 2.º turno

Logo após sondagens na segunda rodada, Jaroslaw Kaczynski admitiu que tinha sido derrotado. Bronislaw Komorowski parecia hesitante reivindicar a vitória, afirmando: "Esta noite vamos abrir uma pequena garrafa de champanhe e amanhã vamos abrir uma garrafa grande."As pesquisas de saída antes de colocar Komorowski Kaczyński por 53% a 47%. No dia seguinte, Komorowski, foi declarado vencedor da eleição.O resultado final colocou Komorowski, com 53,01% dos votos, e Kaczyński com 46,99%.
A Plataforma Cívica, segurando na Presidência e ao governo (do primeiro-ministro Donald Tusk). Komorowski's Correspondentes nos Estados Unidos e jornais de negócios britânico sugeriu que ganhar Komorowski significaria maior envolvimento com a União Europeia,e como doméstica reformas econômicas como a redução do défice.